# Santamartaskogsjuvel
Santamartaskogsjuvel (Chaetocercus astreans) är en fågel i familjen kolibrier.

## Utbredning och systematik
Fågeln förekommer i Sierra Nevada de Santa Marta i nordöstra Colombia. Den behandlas som monotypisk, det vill säga att den inte delas in i några underarter.

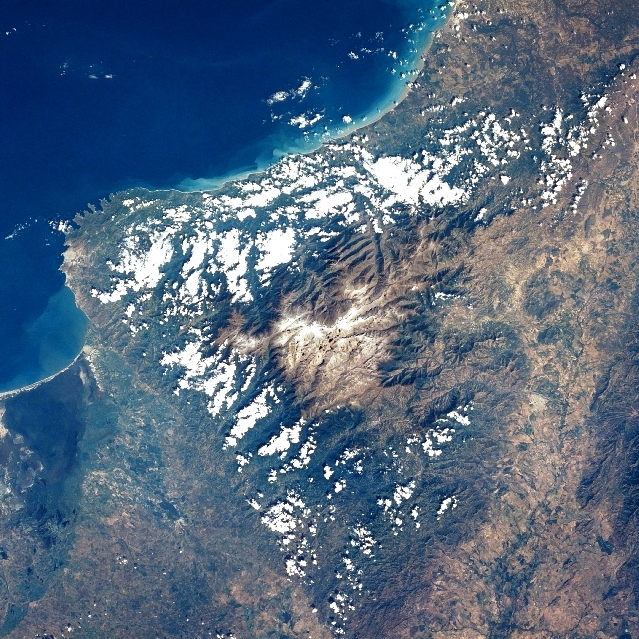
Flygbild över Sierra Nevada de Santa Marta.

## Status
IUCN kategoriserar arten som livskraftig.